# رایان هالیدی
رایان هالیدی (زاده ۱۶ ژوئن ۱۹۸۷) نویسنده، بازاریاب و کارآفرین آمریکایی است. او در حوزه استراتژی رسانه‌ای فعالیت می‌کند، مدیر سابق بازاریابی امریکن اپرل بوده و در نیویورک ابزرور ستون‌نویس است.

## کتاب‌ها
بازاریابی به وسیلهٔ هک رشد: آغازگر آیندهٔ روابط عمومی، بازاریابی و تبلیغات نام دومین کتاب از نویسندهٔ معروف رایان هالیدی است. این کتاب توضیح می‌دهد که هک رشد ارزان‌تر و مؤثر تر از روشهای سنتی بازاریابی است و مطالعاتی موردی در خصوص شرکتهایی چون توییتر و فیسبوک را برای نشان دادن قدرت تکنیک هک رشد را نشان می‌دهد.
کتاب «بازاریابی بوسیله هک رشد: آغازگر آیندهٔ روابط عمومی، بازاریابی و تبلیغات» در ده هزار کلمه به صورت الکترونیکی در سپتامبر ۲۰۱۳ منتشر شد و بعد از آن که توسط آمازون به عنوان بهترین فروش ماه انتخاب شد در سپتامبر ۲۰۱۴ به صورت کتاب منتشر شد. یک نسخه مجانی برای معلم‌ها و اساتید بازاریابی موجود است.
دیگر کتابها :
-نفْس دشمن است(EGO is The Enemy)
-حرکت در سکون
-هنر تبدیل موانع به فرصتهای طلایی
-دروغگوهای دوست داشتنی
-توصیه‌هایی به جوانی که می‌خواهد به جایی برسد در باب خودپسندی
-The Obstacle Is the Way